# Sizhang
Sizhang (kinesiska: 泗张镇, 泗张) är en köping i Kina. Den ligger i provinsen Shandong, i den östra delen av landet, omkring 130 kilometer söder om provinshuvudstaden Jinan. Antalet invånare är 41158. Befolkningen består av 20 140 kvinnor och 21 018 män. Barn under 15 år utgör 16,0 %, vuxna 15-64 år 72 %, och äldre över 65 år 11,0 %.
Genomsnittlig årsnederbörd är 828 millimeter. Den regnigaste månaden är juli, med i genomsnitt 252 mm nederbörd, och den torraste är januari, med 4 mm nederbörd.